# Воглє (Шенчур)
Воглє (словен. Voglje) — поселення в общині Шенчур, Горенський регіон, Словенія.
Посеред села височіє бароковий костел святих Симона та Юди Фаддея, збудований у неороманському стилі. Село здавна славилося своєю 260-річною липою, яка росла поруч з церквою і була однією з найстаріших і найкрасивіших лип Словенії. Був зруйнований буревієм у 2011 році.
Село розташоване в регіоні Краньско Поле між містами Шенчур, Вокло, Трбой і аеропортом Брнік. На північ від села лежить Курджа-вас. 
Воглє є прекрасним прикладом центрального села, побудованого навколо озера. У 1961 році його засипали і перетворили на парк.
Знахідка тритона першої половини 3 століття свідчить про римський шлях, що проходив через село. Перша згадка про село в історичних джерелах датується 1247 роком. У 1327 році у Воглі оселився лицар Генрік Воглян. Адвокат Янез Бургар, прадід письменника Янко Керсника, і професор Лука Бургар також були родом з Воглє.
Хоровий спів у Воглі має давню традицію, яку продовжують церковний хор і Воглєський октет.
Село налічує понад 618 мешканців і має сільськогосподарську спрямованість, фермери вирощують кукурудзу, картоплю, зернові та кормові культури.
Висота над рівнем моря: 371,2 м.